# Main Street (film 1923)
Main Street è un film muto del 1923 diretto da Harry Beaumont, assistito da Frank R. Strayer e da Nate West. Prodotto dalla Warner Bros., il film aveva come interpreti Florence Vidor, Monte Blue, Harry Myers, Robert Gordon, Noah Beery, Alan Hale, Louise Fazenda, Ann Schaefer, Josephine Crowell, Otis Harlan, Gordon Griffith, Lon Poff, Kathryn Perry.
Julien Josephson adattò per lo schermo il romanzo di Sinclair Lewis La via principale, pubblicato nel 1920 a New York.

## Trama

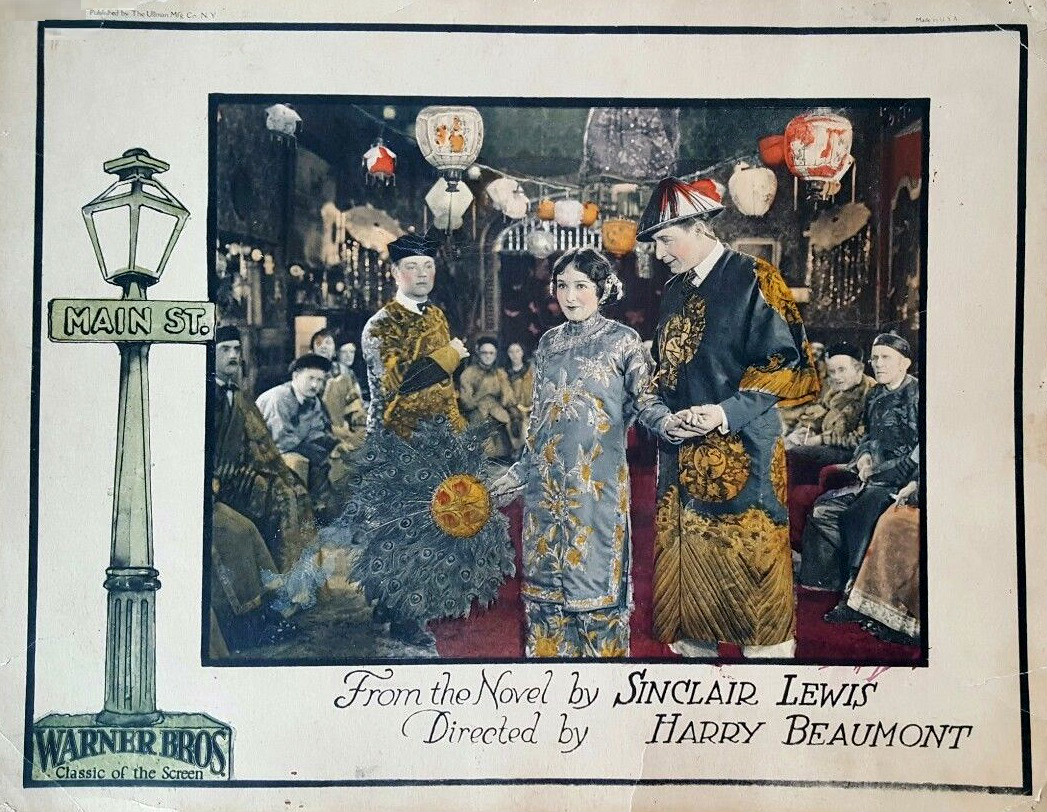
Pubblicità

Carol Milford, una ragazza di città pieni di interessi culturali e artistici, va a vivere in provincia, a Gopher Prairie, dove si sposa con il dottor Will Kennicott, stimato membro della comunità locale. Ben presto, delusa e annoiata dalla vita sociale della cittadina, noiosa e retrograda, cerca di coinvolgere gli abitanti in qualche iniziativa volta ad alzarne il livello intellettuale, incontrando, però, la resistenza di tutti quanti. L'unico con il quale Carol sembra essere in sintonia è Erik Valborg, che condivide i suoi interessi. Ma quando lui le propone di fuggire insieme, dopo essersi dichiarato innamorato di lei, Carol lo respinge. Nessuno la crede innocente quando Erik se ne va via, e viene accusata di essere una donna capricciosa e leggera. A difenderla interviene il marito, che fa vergognare tutti per i loro sospetti senza fondamento. Carol, commossa, impara ad apprezzare l'amore dell'uomo che ha sposato e ad accettare finalmente la tranquilla vita che le offre Gopher Prairie.

## Produzione
Il film fu prodotto dalla Warner Bros. Il regista Harry Beaumont aveva come assistenti alla regia Nate Watt e Frank Strayer; firmò anche il montaggio, questa volta assistito da Lewis Milestone che, qualche anno più tardi, avrebbe vinto due Oscar per la regia.

## Distribuzione
Il copyright del film, richiesto dalla Warner Brothers Pictures, fu registrato il 28 maggio 1923 con il numero LP19003. Distribuito dalla Warner Bros., il film fu presentato in prima a Los Angeles il 25 aprile 1923. Nelle sale, uscì il 17 giugno 1923.
In Francia, distribuito dalla Gaumont il 15 febbraio 1924, uscì con il titolo La Rue des vipères. In Spagna, il titolo venne tradotto letteralmente in La calle mayor; in Svezia, in Storgatan.
Non si conoscono copie ancora esistenti della pellicola che viene considerata presumibilmente perduta.